# Amantadina
La amantadina (1-aminoadamantano en notación IUPAC) es un fármaco originalmente utilizado como antiviral aprobado por la FDA en 1976 para el tratamiento de la influenza tipo A en niños mayores de un año.
Coincidentemente se descubrió que aminoraba los síntomas de la enfermedad de Parkinson y se utiliza para el tratamiento de trastornos de la función ejecutiva, y los efectos adversos (variaciones en el efecto y discinesias) inducidas por levodopa.
El fármaco ha demostrado reducir los síntomas del Parkinson y los síndromes extrapiramidales inducidos por fármacos.
Como antiparkinsoniano se prescribe junto a la L-Dopa cuando ésta pierde efectividad, por ejemplo, por desarrollo de tolerancia.

## Historia
En el año 1969 se inició su uso como antiviral, sin embargo, también se descubrió su efecto antiparkinsoniano.

## Descripción
Es un derivado del adamantano, como la rimantadina.

## Farmacocinética
Se libera por vía oral, con una biodisponibilidad de 90%. Sus concentraciones plasmáticas máximas son de 0.5 a 0.8 µg/ml. Atraviesa la barrera hematoencefálica y la placenta. Se elimina en la orina, por medio de filtración glomerular y secreción tubular. 

## Farmacodinámica

### Mecanismo de acción
La forma en que ejerce su acción antiparkinsoniana no se conoce con exactitud, pero se postula que induce la liberación de dopamina desde las terminaciones de las neuronas cerebrales, junto a una estimulación de la respuesta de la norepinefrina.
Su mecanismo de acción antiviral se cree que tiene lugar en las fases precoces de la replicación viral, probablemente durante la pérdida de la envoltura lipoproteica viral. La proteína de membrana (M2) del virus de la influenza A constituye su blanco farmacológico. Esta proteína forma un conducto iónico de H+ en la superficie de la envoltura viral, provocando la acidificación del contenido de la envoltura e interrumpiendo la interacción entre la proteína de matriz (M1) y la nucleoproteína (NP) del virus. La pérdida de la asociación entre estas dos proteínas permite al virus deshacerse de su envoltura lipoproteica y liberar su nucleocápside al citoplasma de la célula infectada. La amantadina bloquea el canal de H+ formado por la proteína M2, evitando así la acidificación en el interior de la partícula viral e inhibiendo la escisión del complejo proteico M1-NP. Con esto se impide la migración de la nucleocápside desde el citoplasma celular hasta el núcleo de la célula hospedera y la transcripción del material genético (ARN) del virus de la influenza A. Además, inhibe la fusión de membrana (acción de la proteína HA2 a pH 5) aumentado el pH del fagolisosoma que se forma una vez que la nucleocápside ingresa al endosoma celular luego de la adsorción. La resistencia a este fármaco es producto de una mutación genética en el segmento del ARN que codifica la proteína M2 (segmento 7). Los primeros virus resistentes aparecen en el paciente tratado con amantadina en un lapso de dos a tres días después de haber comenzado el tratamiento con este medicamento.

## Uso clínico

### Principales indicaciones
Terapia inicial en el mal leve de Parkinson; Complemento en personas que reciben levodopa. Influenza A H1N1. Influenza A.

### Contraindicaciones
No administrarlo en casos de fallo renal grave, insuficiencia cardíaca, en cuadros convulsivos, glaucoma, embarazo, lactancia.

### Efectos adversos
Nerviosismo, dificultad para concentrarse, mareos, ansiedad, intolerancia gastrointestinal.
- Intoxicación por amantadina en fallo renal

En casos de pacientes politraumatizados con trauma renal incluido y pacientes que presenten falla renal por deshidratación o patológica (como las nefropatías diabéticas), insuficiencias renales e insuficiencia cardíaca que hayan consumido previamente amantadina, presentan un cuadro de intoxicación sistémica, ya que el fármaco no puede ser filtrado. Una diálisis de sangre sería inútil e ineficaz ante esta situación para filtrar y eliminar la amantadina del paciente, ya que esta última se une a las proteínas celulares para prevenir la transcripción de ARN vírico una vez hecho el acoplamiento celular con el virus, teniendo como objetivo eludir la amplificación viral.

### Interacciones
Los efectos son más frecuentes si se asocian a tratamientos con antihistaminícos, anticolinérgicos y trimetropin-sulfametoxazol.

### Presentaciones
Es un antiviral y antiparkinsoniano que se expende con receta médica bajo los nombres comerciales Actison y Virosol (Iberoamérica), además se puede encontrar con algunas otras sustancias para mejorar su funcionamiento tales como la clorfenamina y paracetamol con el nombre comercial de rosel-t, también como antiflu-des, en el norte de América.

## Otros usos
Recientemente, se ha hecho eco de su uso en granjas avícolas de China para proteger las aves de la gripe aviar. En países occidentales, y de acuerdo a normativas de uso, este solo está permitido en humanos. Los pollos en China han recibido una cantidad estimada de 2600 millones de dosis. La gripe aviar (H5N1) presente en China y en el sudeste asiático se ha hecho resistente a la amantadina, pero otras cepas dispersadas por aves salvajes en Rusia, Kazajistán y Mongolia parecen no serlo.
Este es un grave problema, ya que una vez que un virus adquiere un tipo de resistencia, no lo pierde, y de esta forma se impide la eliminación del H5N1 en humanos mediante el tratamiento con amantadina. En estos casos, el tratamiento de segunda línea es el oseltamivir, que tiene un mecanismo de acción diferente y frente al cual es menos probable que el virus adquiera resistencia.

## Anécdotas
Una dramatización de la intoxicación por amantadina puede verse en el capítulo «Wilson's Heart» correspondiente al fin de la cuarta temporada de House M.D. (Dr. House) en el que la Dra. Amber Volakis (Anne Dudek) presenta falla renal post traumática a un accidente de autobús. Al estar usando amantadina para tratar una gripe común, termina muriendo por este motivo.